# Salvador Moreno Hernández
Pour les articles homonymes, voir Salvador Moreno et Moreno.
Moreno  Hernández est un nom espagnol. Le premier nom de famille, en général paternel, est Moreno ; le second, en général maternel, souvent omis, est Hernández.
Salvador Moreno Hernández, né le 18 avril 1991, est un coureur cycliste colombien, membre de l'équipe SuperGiros-Alcaldía de Manizales.

## Biographie
Salvador Moreno remporte sa seconde victoire d'étape lors de l'étape de clôture du Tour de Colombie 2020. Il assortit ce succès du trophée des grimpeurs. Quinze jours plus tard, il récidive en s'imposant dans le classement du meilleur grimpeur du Clásico RCN 2020. Il est le premier coureur à réussir ce doublé depuis Félix Cárdenas en 2003. Moreno est seulement le neuvième coureur à réussir cette performance.

## Palmarès
- 2010
  - 1re étape du Tour de Colombie espoirs (contre-la-montre par équipes)
- 2012
  - 3e étape du Tour de Colombie espoirs
  - 3e de la Vuelta a Chiriquí
- 2013
  - Classement général du Tour de Bolivie
- 2015
  - 2e étape de la Clásica de Fusagasugá (contre-la-montre)
- 2018
  - 12e étape du Tour de Colombie
- 2019
  - 2e du Tour de Colombie
- 2020
  - 5e et 10e étapes du Tour de Colombie

## Classements mondiaux
| Année            | 2014 |
| ---------------- | ---- |
| UCI America Tour | 25e  |